# Vuxen

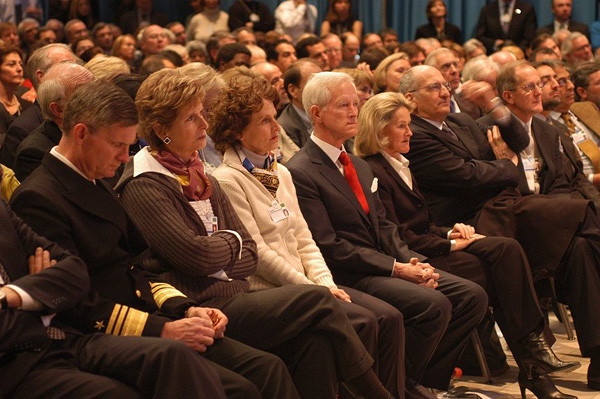
Vuxna under World Economic Forum

Hjärnan

Begreppet vuxen kan definieras som att en person är gammal nog att klara sig utan stöd från föräldrar eller andra vårdnadshavare. I Sverige och de flesta andra västerländska samhällen infaller ofta myndighetsåldern vid arton års ålder, vilket synonymt kan associeras med vuxen. Under de senaste åren har dock många motsägelser vuxit fram samt många empiriska stöd som inte stödjer åldersgränsen vid 18 år. I enlighet med en stor mängd forskning utvecklas unga personer socialt, psykologiskt och inte minst biologiskt långt över 18 år.
Enligt dagens forskning är människor inte vuxna förrän runt 30 år, vilket bland annat vilar på hjärnmognaden som genomgår utveckling. Olika regioner, främst prefrontal cortex (pannloben), genomgår intensiv utveckling tills runt 30 år, vilket innebär exempelvis att alkoholkonsumtion är skadligt vid ung ålder. Prefrontal cortex reglerar förmågor såsom konsekvenstänket, beslut, risktagande och förstånd.